# Apața (gmina)
Apața – gmina w okręgu Braszów (Siedmiogród) w Rumunii. W skład gminy wchodzi wieś Apaţa. W 2011 roku populacja gminy wynosiła 3169 osób.